# Reinhold Baumstark

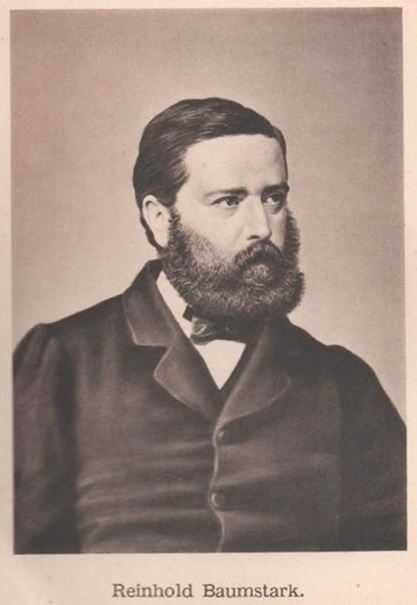
Reinhold Baumstark.

Reinhold Baumstark, född 24 augusti 1831 i Freiburg im Breisgau, död 29 januari 1900 i Mannheim, var en tysk politiker och litteraturhistoriker. Han var son till Anton Baumstark.
Baumstark blev 1857 amtsdomare och var 1864–1878 kretsdomstolsråd i Konstanz. År 1869 övergick han till Romersk-katolska kyrkan och blev snart en av Centrumpartiets mera framträdande kämpar i den badensiska riksdagen, men intog en förmedlande ställning i kulturkampen (Kulturkampf). År 1880 blev han amtsdomare i Achern. Han författade ett mångtal kyrkopolitiska skrifter samt flera, litteraturhistoriska arbeten, bland annat Die spanische Nationallitteratur im Zeitalter der habsburgischen Könige (1877) och Thomas Morus (1879).